# Thomas Barbour
Thomas Barbour (19 de agosto de 1884 - 8 de janeiro de 1946) foi um herpetologista norte-americano. De 1927 até 1946, foi diretor do Museu de Zoologia Comparada fundado em 1859 por Louis Agassiz na Universidade de Harvard em Cambridge, Massachusetts.